# شعب إيدوما
الإيدوما هم شعب يقطنون بشكل رئيسي المناطق الغربية الدنيا في ولاي بينوي بنيجيريا، ويمكن إيجاد مجموعات ذات صلة بهم في ولاية كروس ريفرز، وأينوغو، ونصراوة في نيجيريا. تصنف لغة إيدوما ضمن مجموعة أكويا الفرعية للغايات الإيدومية من العائلة الفولتا نيجيرية، والتي تشمل لغات ألغو، وأغاتو، وإتالو، ويالا في ولايات بينيو ونصراوة ونورثيرن كروس ريفرز. تتصل مجموعة أكويا الفرعية بشكل وثيق بمجموعة ياتيه أكبا الفرعية. الجزء الأكبر من الإقليم داخلي، جنوب نهر بينيو، نحو 72 كيلومترًا شرق ملتقاها مع نهر النيجر. يعرف الإيدوميون بكونهم «محاربين» و«صيادين»، ولكنهم مضيافون ومحبون للسلام. بقي الجزء الأكبر من أرض إيدوما غير معروف بالنسبة للغرب حتى عشرينيات القرن الماضي، تاركين الجزء الأكبر من الثقافة التقليدية الزاهية لشعب الإيدوما سليمة. يقدر التعداد السكاني لشعب الإيدوما بنحو 4 ملايين نسمة. يملك شعب إدوما حاكمًا تقليديًا يدعى أوكيدوما، وهو رئيس المجلس التقليدي لمنطقة إدوما، في حين أن لكل طائفة زعيمها التقليدي مثل أد أوغباديبو من أوروكام، رئيس دي. إي. إنشنش. يقع قصر أدوما العام في أوتوكبو بولاية بينيو. في عام 1997، عُين الأوكيدوما، الياس إيكويي أبكبا، في منصبه مدى الحياة.

## ألوان إيدوما التقليدية
الألوان التقليدية لشعب الإيدوما هي الخطوط الحمراء والسوداء. لم توجد هذه الألوان سوى منذ ثمانينيات القرن العشرين، فقط لضمان هوية متميزة لشعب الإيدوما.

## رقصة الإيدوما التقليدية
تُعرف الرقصة التقليدية الأكثر شهرة لشعب الإيدوما باسم رقصة أوجيرينيا. هي رقصة مفعمة بالحيوية تتطلب القفز (ضمن فترات منظمة) على أصابع القدم في فترة قصيرة من الزمن. يمكن مشاهدة مقطع لرقصة أوجيرينيا على موقع يوتيوب.

## الطعام التقليدي (حساء أوكوهو)
يُرع شعب الإيدوما بحبهم للطعام، إذ يوجد مهرجان سنوي للغذاء في ولاية بينيو للاحتفال بالنساء والأطباق التقليدية المتنوعة. الأكثر شهية بينهم هو حساء أوكوهو المصنوع من نبات أوكوهو الغريب، ولحوم الطرائد وغيرها من المكونات.

## الديانة التقليدية لشعب الإيدوما
مع ظهور المسيحية والإسلام وغيرها من الأديان الأجنبية، تأثرت أنظمة المعتقدات التقليدية في أغلب الجماعات العرقية في البلاد بالممارسات الغربية. لا يزال أغلبية سكان إدوما لا زالوا يؤمنون بقوة بـ «أليكوو»، والذي يرى على أنه أرواح أسلافهم، رابط بين الأحياء والأموات. يستضيفون سنويًا مهرجان «أجي أليكوو» حيث يتلاقى الممارسون الدينيون التقليديون ويقدمون التضحيات عبادة لأسلافهم في جميع أنحاء البلاد. يتمسك الإيدوميون بشدة بروح أليكوو لأسلافهم التي يعتقدون أنها تقف رقيبًا على العائلة والمجتمعات بينما تتفحص الرذائل مثل الزنا والسرقة والقتل.

### الزواج
في حين أن شعائر وأعراف شعب الإيدوما لا تختلف عن شعائر الإيبوس وبعض الثقافات الأخرى في الجنوب الشرقي، إلا أن هناك جوانب محددة تميز تقاليدهم بوضوح. في بعض ثقافات الإيدوما الفرعية، على العريس وعائلته التقدم للعروس وبحوزته ديك وبعض المال يوم الزواج بعد دفع المهر. في حال موافقتها، فإنها علامة على الرضا، وتكون غير مهتمة في حال رفضت الهدية. في حين أنه لا توجد أسباب معينة تبرر الحاجة إلى الديك، إلا أنه يظل جزءًا مثيرًا للاهتمام من الحفل.